# 联合工会大会

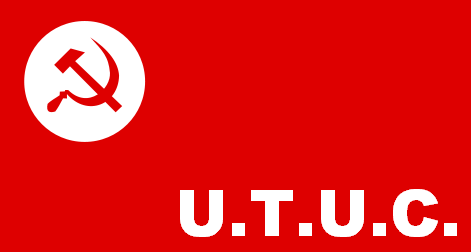
联合工会大会旗帜

联合工会大会（英語：United Trade Union Congress，缩写为UTUC）是印度的一个全国性工会组织。该组织与革命社会党有政治联系。总部位于加尔各答。2002年，该组织有383946名成员。该组织是世界工会联合会的成员。
1949年5月1日，该组织在加尔各答的一次全印劳工会议上成立，创始主席K·T·沙赫教授是来自孟买的印度制宪议会议员，创始总书记密拉尔·坎提·博斯是来自孟加拉的全印工会大会前主席。成立时，博斯称该组织由236个工会组成，有347428名成员。最初，该组织将自己塑造成一个独立的工会中心，吸纳属于不同左翼派系的成员。1953年，该组织有332个附属工会和384962名成员。